# Альберто Костантіні
Альберто Костантіні (італ. Alberto Costantini; Віченца, 1953) — італійський письменник та есеїст.

## Біографія
Народився у Віченці в 1953 році, він живе і працює в Монтаньяні .
Закінчив у 1977 році Падуанський університет, довго викладав у середніх школах .
Автор нарисів та історичних романів («A Ovest di Thule» та «Il principe delle locuste»), він відомий головним чином науково-фантастичними роботами, завдяки яким він двічі отримував премію Уранія: у 2003 р. з «Terre accanto»  та в 2006 р. «Падаюча зірка» .

## Творчість

### Нариси
- Монтаньяна: туристичний маршрут, Монтаньяна-Падуя, Асоціація муніципального управління Pro-Loco, 1989 рік
- Рісорджіменто в Монтаньяні 1848-1849, Монтаньяна, Асоціація Pro-Loco, 1996
- Путівник по собору Монтаньяна, Урбіно, Асоціація Pro-Loco, 2003
- Солдати імператора: лангобарди-венеційці австрійської армії (1814-1866), Колленьйо, Кьярамонте, 2004

### Романи
- На захід від Туле, Урбана, брати Коррадіни, 2003
- Страдіотто, Урбана, Брати Коррадіни, 2004
- Землі поруч, Мілан, Мондадорі, 2003 (Уранія №1478)
- Падаюча зірка, Мілан, Мондадорі, 2006 (Уранія 1516)
- Під двоголовим орлом. Історія перевернутого Різорджіменто , Урбана, брати Коррадіни, 2011
- Принц сарани, Урбана, Художній принт, 2013 ISBN 978-88-89796-34-4
- Космічні кораблі Цезаря, Асола, Гільгамеш, 2015 ISBN 978-88-6867-224-9
- Одинадцяте переслідування, Асола, Гільгамеш, електронна книга 2016 року
- Єресь мультивсесвіту, Архіпелаг АЛІА, електронна книга 2018 року
- Інквізиція отця Бертольта, єзуїт, архіпелаг ALIA, електронна книга 2019 року
- Війна мультивсесвіту: інфільтратор, Асола, Гільгамеш, електронна книга 2019 року
- Сини Лева. Венеційська історія , Урбана, Брати Коррадіни, 2020
- Жінка з трибуни, Асола, Гільгамеш, електронна книга 2020 року